# Speakerphone
«Speakerphone» —en español: Altavoz— es una canción pop y dance, interpretado por la cantante australiana Kylie Minogue para su décimo álbum de estudio X. A pesar de nunca haber sido puestos en libertad como sencillo, logró un índice de audiencia en la lista de Canadian Hot 100 en el número 87 debido a las altas descargas del álbum, además fue un sencillo promocional a través de un vídeo, sin venta. Asimismo, tiene pequeñas cantidades de popularidad en los EE. UU. debido a una versión dúo en la lista de reproducción de Madonna en iTunes y que figuran en el America's Best Dance Crew.

## Producción
«Speakerphone» es la cuarta pista en X. La canción es una canción electropop, donde incluye la voz de Minogue de una forma muy entrecortada, estilizada y sintetizada. Klas Åhlund, Christian Karlsson, Pontus Winnberg y Henrik Jonback escribieron la canción, mientras que el dúo sueco Bloodshy & Avant se encarga en la producción.
La canción incluye un arpa (presente el inicio solo y como loop). Se caracteriza por tener coro enrevesado y electrónico, que describe los sentimientos de una persona escuchando música, mientras varias emociones lo afecta.

## Video musical

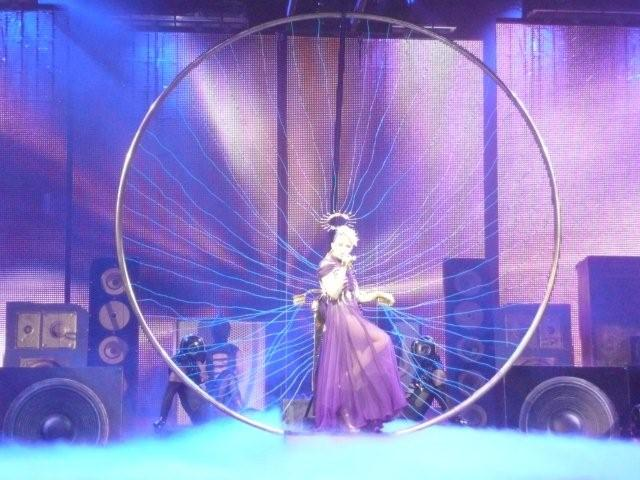
Minogue interpretando "Speakerphone" en KylieX2008

La canción no tiene video oficial. Sin embargo, la cantante pidió a la mayoría de sus seguidores que realizaran un video para Speakerphone y sea presentado en una de los conciertos de su gira norteamericana For You, For Me. El ganador fue una animación por el húngaro Rudolf Pap. El vídeo se mostró en el Hollywood Bowl el 4 de octubre de 2010 antes del concierto de Minogue.

## Comentarios
Según la PUCP
Speakerphone como Nu-di-ty, otras muestras saltantes de novedad, marcan una pauta que define la mayor parte del disco, que es la de un sonido altamente sintetizado. Bien logradas, muy en especial la primera, estas canciones nos remiten directamente al sonido de Blackout.

## Lista de canciones

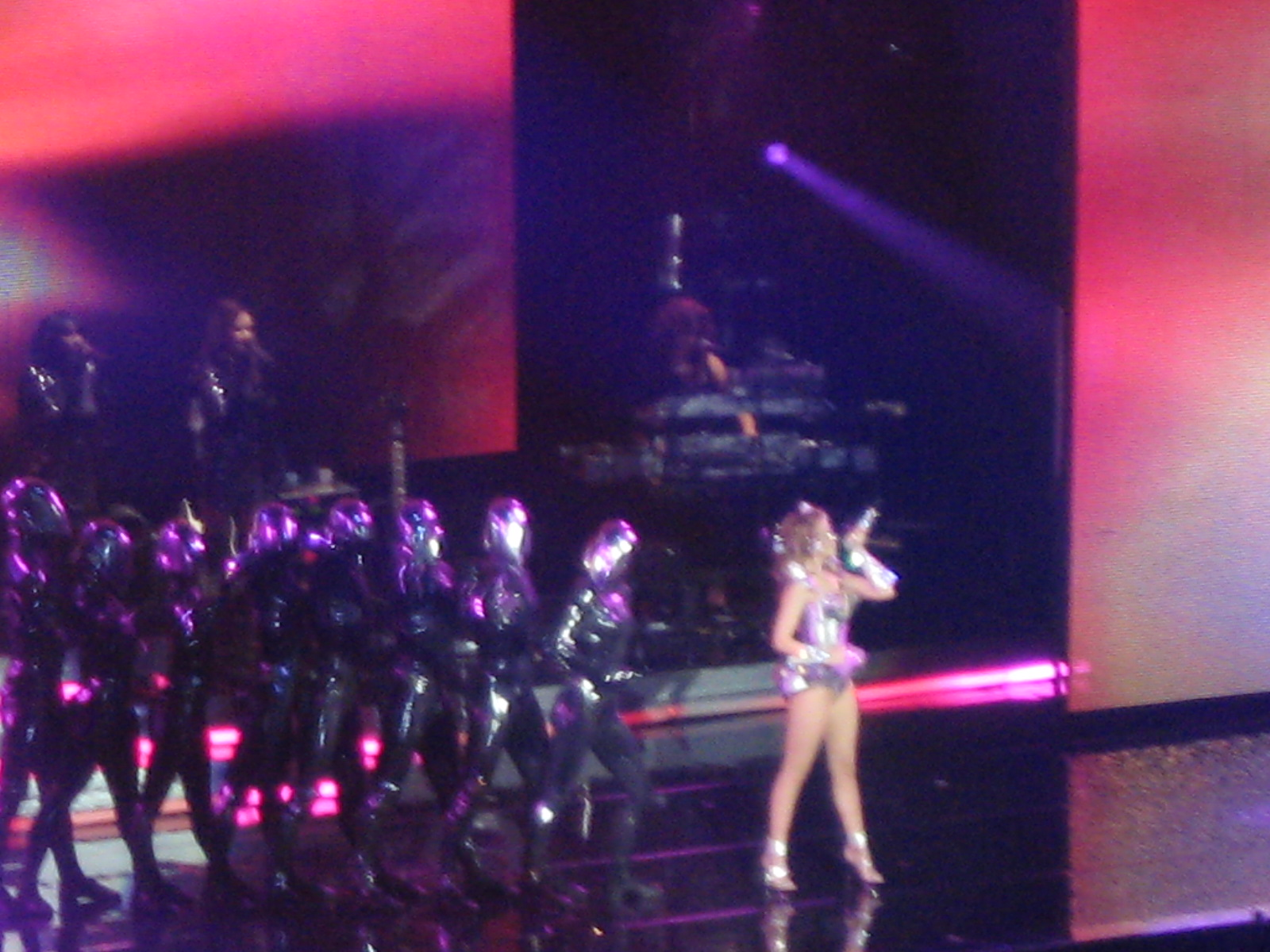
Minogue interpretando la canción en For You, For Me. La cantante usa una coreografía diferente, pero la proyección visual es igual.

Esta es la lista principal de las pocas versiones de Speakerphone. La versión presentada en KylieX2008 es la base de la presentada en For You, For Me. La diferencia entre ellas se encuentra en la composición musical y la velocidad, aparte de las puestas en escena que se dieron en cada una de las giras.
1. «Speakerphone» (versión álbum) - 3:54
2. «Speakerphone» (versión KylieX2008) — Esta versión no fue publicada en ninguna compilación o álbum en vivo.
3. «Speakerphone» (Steve Anderson Studio Versión) - 5:46 — Integrada en el álbum digital Kylie Live in New York, tanto en versión de estudio como en vivo.

## Presentaciones en vivo
- KylieX2008
- For You, For Me

## Posición en listas
| Lista            | Posición máxima |
| ---------------- | --------------- |
| Canadian Hot 100 | 87              |